# アスペルガー症候群
ICD-10におけるアスペルガー症候群（アスペルガーしょうこうぐん、Asperger Syndrome）、DSM-IVにおけるアスペルガー障害（Asperger disorder）とは、コミュニケーションや興味について特異性が認められるものの言語発達は良好な、先天的なヒトの発達における障害。2013年のDSM-5、およびのちのICD-11では、本診名はなく自閉スペクトラム症の中に位置づけられる。
日本ではアスペと略されることもある（ただし、侮蔑的な意味合いを含む場合がある）。
特定の分野への強いこだわりを示し、運動機能の軽度な障害が見られることもある。自閉スペクトラム症のうち知的障害および言語障害をともなわないグループを言う。DSM-IVへのアスペルガー障害の診断の追加は過剰な診断の流行をもたらした。
発生原因は不明。特異性や特徴に該当する部分が多いことに気づいて不安感を持った本人が、医療機関に相談したときに診断されたことを本人自身が受け入れた事例のみである。効果が示されたと広く支持される治療法はない。放っておくとうつ病や強迫性障害といった二次障害になることがあるとの指摘もある。

## 定義
精神医学的障害の一種である。

## 分類

自閉症スペクトラム図

世界保健機関によるICDとアメリカ精神医学会によるDSMは、DSM-IVやDSM-5の序文に示されるように連携をとりつつ改訂されており、ICD-10とDSM-IVが相互に補うかたちである。そうした中で2013年に先にDSM-5が出版された。
一方でICD-10とDSM-5では、分類体系が一致していないことに留意すべきである。ICD-10においてアスペルガー障害 (AD) は、広汎性発達障害（PDD）の中に分類され、自閉スペクトラム症（ASD）の一種であると分類している。
一方でアメリカ精神医学会は、神経発達症のひとつであり連続モデルであるとしている。そのため改定されたDSM-5においてはASの診断名が削除され、代わりに自閉スペクトラム症の重症度にて記載するようになった。ASは自閉スペクトラム症の一つの型であるとされる。
世界保健機関、アメリカ合衆国、日本などにおける公的な文書では、（古典的）自閉症とは区別して取り扱われる。
また、高機能自閉症（HFA, 知的障害のない自閉症）とASが、どの程度重複しているかは不明である。

## 特徴

古典的自閉症とアスペルガー症候群の比較

特徴としては以下が挙げられる。
古典的自閉症とASの共通点
- 社会的コミュニケーションの困難
- 狭い興味と反復行動

 古典的自閉症とは異なる点
- ASでは、IQは少なくとも70以上であり、知能の遅れはない
- 古典的自閉症では、知能の遅れが認められる

### 社会的コミュニケーションの困難
アスペルガーの人は、多くの非アスペルガーの人と同様か、またはそれ以上に強く感情の反応をするが、何に対して反応するかは常に違う。彼らが苦手なものは「他人の情緒を理解すること」「言葉やジェスチャーの裏に隠された意味を理解すること（非言語コミュニケーション）を図ること」である。しかし手話のように目で見て理解する事は可能なため、身体的動作の細かな意味を理解して、記憶することで瞬時の判断を賄うことが可能である。
例として、教師がアスペルガーをもつ子供に（宿題を忘れたことを問いただす意味で）「犬があなたの宿題を食べちゃったの?」と尋ねると、その子は押し黙ってしまう。この時、教師に自分は犬を飼っておらず、普通犬は紙を食べないことを説明する必要があるのかどうかを考え、教師の表情や声のトーンから暗に意味していることを理解できないのである。教師がこの子は宿題のことをうやむやにしようとしている、反抗的である、と考えたりしてしまう場合もある。
上記の例のように、アスペルガーをもつ子供は、言われたことを額面どおり真に受けることが多い。これは「言葉の名称」や「意味する表現方法」を知らない場合に多かったり言われた言葉と同じ言い方で聞き返す癖があることや、抽象的な言われ方では納得の出来ない性格などが原因で、客観的には額面どおりに真に受けていると思われることもあるため判断をするには長期的な付き合いが必要となる。成長の上で問題となるのは、親や教師が励ますつもりで「テストの点数など、さほど大事ではない」などときれいごとばかり言ったり、反対に「テストで点数を取れなければ、何も買いあたえない」など現実的なことばかり言い聞かせたりすること、つまり極端な教育をすることである。結果的に持つべき水準からかけ離れた観念を持って行動してしまう危険性がある。しかし、子供が並大抵の努力では叶いそうもない目標を立てていたと知ったときに、ほとんど肯定する気配もなく協力をしないことも水準からかけ離れた観念を持つ過程となってしまう場合がある。
彼らは、“大人の発言には掛け値がある”という疑いを持ちにくく、持ったとしても、はたして掛け値がどのくらいなのかを慮ることが困難であるため、発言者の願望を乗せて物事を大げさに表現すると狙った効果は効きすぎることになる。しかし場の状況に応じた正当で過度な言い表し方でない時でも、聞き手にとっては弁解する余地のない時には「それは言いすぎだ」と指摘のように答えることで非を発言者に置き換える場合があるため、中立を保った見分け方も必要になることがある。職場で『報告・連絡・相談』の必要な状況下で伝言をする際に、「聞いた時の声色、声の質、使用された言語、を丸ごと真似をするだけの実況中継報告はしない」と彼らは批判の声を立て、要点を伝える際に彼らの主観でどう解釈したのか伝える時の言語を僅かながら変えることでも非現実的な伝わり方が多く、妄想が酷いと解釈される場合がある。
- 120%確実だと約束するなら
- とっくの大昔に過ぎている事

アスペルガー症候群の人間は、それ以外の人々が心理社会的モラトリアムを経由して獲得できると言われる「自我同一性」の獲得が困難とされる。自分が過去から連綿と続いている存在であるという認識を持つことが出来ず、中庸の考えを持たないため、極端で観念的な思考に走りやすい傾向がある。被害妄想、対人恐怖などを起こすこともあり、統合失調症と誤解されるような病的な精神状態になってしまうこともある。精神に混乱をきたし、自分の世界に引きこもる、その混乱を周囲に対する怒りに置き換える、などの傾向を見せる。
非自閉症の人（NT:neurotypical, 典型的な精神の人）は、他者の仕草や雰囲気から多くの情報を集め、相手の感情や認知の状態を読み取ることができる。この能力が自閉症の人には欠けており、他者の心を読むことが難しい（心の理論の欠如）。そのような、仕草や状況を読み取れない人は他人が微笑むようすを見ることはできても、その微笑みがなにを意味しているかが理解できない。多くの場合、彼らにとって「行間を読む」ことは、困難ないし不可能である。最悪の場合、対人コミュニケーションにおいて、表情を読みとることができない。つまり、人が口に出して言葉で言わなければ意図していることが何かを理解できないのである。しかし、彼らはボディーランゲージなどを通して相手に伝えることは可能である。とはいえ、この種の能力差は、健常者から深刻な障害をかかえるケースにまでわたってスペクトラム（連続体）状に分布している。したがって、アスペルガー症候群に分類されるケースにおいても、表情や他人の意図を読み取ることに不自由のない人もいる。また、彼らはしばしばアイコンタクトが困難である。ほとんどアイコンタクトをせず、それをドギマギするものだと感じる場合が多い。その一方で、他人にとって不快に感じるくらいに、じっとその人の目を見つめてしまうようなタイプもいる。アイコンタクトなどにおいて、相手から発せられるメッセージを理解しようと努力しても、この障害のために相手の心を解読しそこねることが多い。たとえば初対面の人に挨拶をする際に、社会的に受け入れられている通常の手順で自己紹介をするのではなく、自分の関心のある分野について一人で長々と話し続けることもある。
他人に自分の主張を否定されることに強く嫌悪感を覚えるという人もいる。このことは学校などで学習上の大きな障害となる。例えば、教師が生徒にいきなり答えさせ、生徒：「これは○○だと思います」、先生：「違うよね、これは××だよ」というように、否定して答えやヒントを教えるような方法は、アスペルガーの人には相当な苦痛やストレスとなる。しかし、多くの成人は、忍耐力のなさと動機の欠如などを克服し、新しい活動や新しい人に会うことに対する耐性を発達させている。
これらのことは子供時代や、大人になってからも多くの問題をもたらす。アスペルガーの子供はしばしば学校でのいじめの対象になりやすいとの指摘がある。理由として彼ら独特の振るまいや言葉使い、興味対象、身なり、そして彼らの非言語的メッセージを受け取る能力の低さを持っていることがおもな原因とされる。彼らに対し、前述の言動やアスペルガー症候群という病気自体が理解できず、アスペルガー症候群患者に対する嫌悪感を持つ人が多いとされている。このため教育の場である学校において、今後はサポート体制の確立や自立の支援、他の子供への理解を深めさせる、といった総合的な支援策が必要になるという指摘がある。
「アスペルガー症候群」という一つのカテゴリーであっても、人によって障害の度合いは千差万別である。例えば、学校の友達とうまく話せたり、話をうまくまとめられるなど、いたって軽度な場合もある。また、上手く話せず、それでもよい友達に巡り会えたから必死で耐えているというように、自閉度が中度–重度なこともある。この障害はカナータイプの自閉症などと違い、一見「定型発達者」に見えるために、周りからのサポートが遅れがちになったりすることが問題となっている。
また、身近な例として 留守番を頼まれた際に「誰が来ても開けてはいけない」と言われると、文字通り “誰が来ても”(たとえ親が出先から帰って来ても)開けないという問題が生じることがある。

### 狭い興味と反復行動におかれた長所と短所
アスペルガー症候群は興味の対象に対して、きわめて強い、偏執的ともいえる水準での集中を伴うことがある。例えば、1950年代のプロレスや、アフリカ独裁政権の国歌、マッチ棒で模型をつくることなど、社会一般の興味や流行にかかわらず、独自的な興味を抱くケースが見られる。しかし、これらの対象への興味は、一般的な子供も持つものである。両者の違いは、その異常なまでの興味の強さにある。アスペルガー児は興味対象に関する大量の情報を記憶することがある。
また一般的に、順序だったもの、規則的なものはアスペルガーの人を魅了する。これらへの興味が物質的あるいは社会的に有用な仕事と結びついた場合、実り豊かな人生を送る可能性もある。例えば、コンピューターに強い興味を持って取りつかれた子供は、大きくなって卓越したプログラマーになるかもしれない。それらと逆に、予測不可能なもの、不合理なものはアスペルガーの人が避ける対象となる。突然のアクシデントや、論理的に話し合いのできない感情的な人間なども、その例である。
彼らの関心は生涯にわたることもあるが、いつしか突然変わる場合もある。どちらの場合でも、ある時点では通常1〜2個の対象に強い関心を持っている。これらの興味を追求する過程で、彼らはしばしば非常に洗練された知性、ほとんど頑固偏屈とも言える集中力、一見些細に見える事実に対する膨大な（時に、写真を見ているかのような詳細さでの）記憶力などを示す。ハンス・アスペルガーは、彼の幼い患者を『小さな教授』と呼んでいた。その13歳の患者は、自分の興味を持つ分野に網羅的かつ微細な、大学教授のような知識を持っていたからである。
臨床家の中には、アスペルガーの人がこれらの特徴を有することに全面的には賛成しない者もいる。たとえばWing と Gillberg はアスペルガーの人が持つ知識はしばしば理解に根付いた知識よりも表層だけの知識の方が多い場合がある、と主張している。しかし、このような限定はGillbergの診断基準を用いる場合であっても、診断とは無関係である。
アスペルガーの児童および成人は、自分の興味のない分野に対しての忍耐力が弱い場合が多い。学生時代、「とても優秀な劣等生」と認識された人も多い。これは、自分の興味のある分野に関しては他人に比べてはるかに優秀であることが誰の目にも明らかなのに、毎日の宿題にはやる気を見せないからである（時に、「興味のある分野であってもやる気を見せなかった」という報告もあるが、それは他人が同じ分野だと思うものが本人にとっては異なる分野だからだと思われる。例えば、数学に興味があるが答えが巻末に載っている受験数学を自分で解くことに興味が相対的に変化し、日本語の旧字体に興味はあるが国語の擬古文の読解問題には興味が持てない、など）。ノートやテスト用紙に文字を手書きすることを、快く思う子ども、またそうでない子どももいる。一方、学業において他人に勝つことに興味を持ったために優秀な成績をとる人もおり、これは診断の困難さを増す。

### 社会適応
知能は平均以上で、学校の成績も良かったアスペルガー症候群を持つ成人が、職場では適応障害を起こすことがしばしば見られる。これはコミュニケーションの特異性（空気を読むことが出来ない、会話が一方通行になりがち、あいまいな指示が理解できない、白黒はっきりつけたがる、一般人の持つ常識が備わっていない、同時並行に複数の業務をこなすことができない、急な変更にうまく対応できない、細部に注意が集中し全体像把握が苦手）が理由である。

### 感覚過敏
アスペルガーの人は他のさまざまな感覚、発達、あるいは生理的異常を示すこともある。その子供時代に細かな運動能力に遅れをみせることが多い。特徴的なゆらゆら歩きや小刻みな歩き方をし、手をぶらぶら振るなど（常同行動）、衝動的な指・手・腕の動きもしばしば認められ、チック症を併発している場合も多い。
アスペルガーの人は感覚的に多くの負荷がかかっていることがある。音やにおいに敏感だったり、あるいは接触されることを好まなかったりする。突然大きい声でまくしたてられたり、頭を触られたり、髪を触られるのを好まない人もいる。音に神経質すぎて不眠を訴える人も多い。これが子供の場合、教室の騒音が彼らに耐えられないものである場合など、学校での問題をさらに複雑にすることもある。

別の行動の特徴として、やまびこのように、言葉やその一部を繰り返す反響言語（エコラリア）と呼ばれる症状を示す場合がある。
宮尾益知はアスペルガー症候群の感覚面での特徴として、「ちょっとした態度や言葉で著しく傷つき、それがトラウマとなりやすい」「幻覚や妄想じみたこだわりを見せる傾向がある」「過去のトラウマから、第三者にとってはちょっとしたことでもフラッシュバックを起こして大騒ぎをする」「大変まじめで、それゆえに壊れやすい」という見解を出している。

### インターネット依存症
アスペルガー症候群の人物は、インターネット依存症になりやすい。2019年に発表された日本の研究によると、インターネットの依存度をテストするYIAT (Young's Internet Addiction Test) において、70点以上をインターネット依存症とした時、一般人口と比較してアスペルガー症候群では約3.72倍、アスペルガー症候群に加えてADHDと診断されたものでは約6.89倍もその割合が大きかった。なお、ADHDのみの場合は、約4.31倍であった。

## 原因

### 出生前の要因
- 抗うつ薬、特にSSRIを妊娠中に使用することは、母体のうつ病を考慮しても、子供が自閉スペクトラム症になるリスクを増大させるという報告がある[18]。
- バルプロ酸ナトリウムを妊娠中に使用することは、母体のてんかんを考慮しても、子孫が自閉症や自閉スペクトラム症になるリスクを増加させるという報告がある[19][20][21][22][23][24]。

### 生理学的特徴
2012年の京都大学の神経化学研究チームの発表によると、アスペルガー症候群の者は対人相互作用などに強く関係する上側頭溝・紡錘状回・扁桃体・内側前頭前野・下前頭回などの脳全体に占める割合が、通常人と比べ相対的に低いことがわかった。

## 診断
鑑別疾患として、社交不安症、強迫症、スキゾイドパーソナリティ障害が挙げられる。
他の精神疾患と誤診される可能性があるとの意見や報道がある。誤診されやすいものとして統合失調症、スキゾイドパーソナリティ障害、統合失調型パーソナリティ障害、強迫性パーソナリティ障害、ADHD、ナルコレプシー、びっくり病が挙げられている。
DSM-IVの編纂委員長アレン・フランセスによれば、DSM-IVからアスペルガー障害として従来の自閉症ほど重い障害ではない人々を含めたが、社会支援などが推し進められると、診断された人がまた支援を求めて循環を起こし思いがけなく診断が増加した。アメリカや韓国では大幅に増加し、診断されている約半数が診断基準を満たしていない。

## 併発しうる疾患

### 睡眠障害
近年では、アスペルガー症候群を含む発達障害と睡眠障害との関連性が発見されてきた。睡眠障害といっても、ナルコレプシーや睡眠時無呼吸症候群などの先天的な障害ではなく、睡眠相後退症候群や非24時間睡眠覚醒症候群などの概日リズム睡眠障害、不眠症、過眠症などの後天的な障害のことである。毎日の睡眠は、脳を整理・形成する働きを持っており、脳の働きや思考メカニズムが定型発達者とは異なるアスペルガー症候群の場合、睡眠障害は非常に起こしやすい二次障害である。睡眠障害は、一度なるとどんどん悪化してしまう傾向があり、難治性であるために、睡眠障害を起こさないように就寝や起床の時間を規則正しく生活することが重要であるとともに、症状がみられた場合は早急に治療をすることが必要である（「睡眠障害#診断と治療の原則」も参照）。睡眠外来の診察を受ける際は、アスペルガーなどの発達障害をもっていることを申告することが望ましいとされる。
なお、日本で唯一「子どもの睡眠と発達医療センター」を設置している兵庫県立リハビリテーション中央病院の三池輝久医師は、「幼児期の睡眠こそが、潜在している発達障害の発症を左右させる原因である。」との、まったく逆の展開も発表している。

### 精神疾患
一部のアスペルガー症候群の人は、その特異性から他者(苦手な人)とコミュニケーションがうまくいかずに、頻繁にイライラしたり落胆することが多い。このような状況が長年に渡って続くことにより、二次障害としてうつ病などの精神障害を引き起こすことが確認されている。
- うつ病 - ASの少なくとも60%に認められる [7]
- 不安 [7]
- 強迫神経症 - 不安が原因となる[7]
- 摂食障害 [7]
- 精神病と統合失調症 [7]

このような二次障害を予防するためには、アスペルガー症候群に定型発達者と同じコミュニケーション方法を望んだり、興味の対象を無理に広げさせたりしないことが重要である。アスペルガー症候群の人はほとんどの場合が、自分の行動が自分の意思によるものだということを強く認識している場合が多く、それを否定されると多大なストレスがのしかかることが多いのである。

### 身体的な疾患
- 神経炎、免疫不全[7]
- 胃腸障害[7]
- てんかん [7]

## 治療・管理
治療法はない。学校教育の場では、アスペルガー症候群を抱える児童は対人関係を苦手として不登校や引きこもりになりやすい。フリースクールを選択したり、（普通学級で学べるよう、発達障害を抱える児童への「合理的配慮」をする義務が学校に課されているが）発達障害を抱え対人関係を巡る問題から引きこもりになり特別支援学校への進学を選択したりすると、（高校）卒業資格を得られず進学や就職でハンデになる。最近では不登校の児童の教育に特化した学びの多様化学校の設置が進められている。学びの多様化学校は学校教育法施行規則に基づいて設置されているので、卒業資格を得られるメリットがある。
生活では「応用行動分析 (ABA)」・「自閉症、および関連のコミュニケーション障害のある子供に対する治療と教育 (TEACCH)」・「デンバー治療モデル」・「グリーンスパン・モデル (DIR)」などの治療プログラムの有効性も確認されている。なお、二次的な症状として不安やうつ症状などがみられる場合、それらの症状に効果のある心理療法を追加し本人をサポートする（「不安障害#治療」・「うつ病#治療」・「強迫性障害#治療」も参照）。
自閉スペクトラム症（アスペルガー症候群）を抱える人物は対人関係を苦手として引きこもりになりやすいが、これらの障害を抱える人物の就労の方法としてテレワークの活用が注目されている。長年自閉スペクトラム症を抱える人物の支援を行ってきたシカゴスクール のJoy F. Johnsonは「自閉スペクトラム症の人物が生産性を維持できるなら、どこで仕事をしようが関係のないことだ」「障害のある人物が、障害のある人物のための配慮ができていない世界で苦労をする必要はない」と述べている。Joy F. Johnsonはコロナ禍でテレワークが普及し、テレワーク勤務に対する偏見が弱くなったことを良いことだと考えている。
ポーランドで行われた調査でも、テレワークによって自閉スペクトラム症を抱える労働者が、障害の程度に対応した柔軟な労働時間の設定、対人関係を巡るストレスからの解放などの恩恵を受けたという調査結果がある。

### 治療薬
2019年現在、治療薬や症状を緩和する薬として、正式に承認されている薬は存在しない。うつ病や不安障害といった二次障害を含めた症状を軽減する薬として、抗うつ薬、抗不安薬、抗精神病薬、気分安定薬などを処方する場合がある。
研究段階としては、オキシトシンを投与が効果があるという研究があるが、まだ臨床では認められていない。双極性障害に処方される非常に使い方の難しい薬(最適治療量と中毒量が近い)ではあるが、炭酸リチウムには認知を改善する（自分を客観的に見られるようになる）作用があり、人格障害でもアスペルガー症候群でも作用するという。また、自閉症と同様の治療として漢方薬での治療や、鍼治療による治療もある。アフリカ睡眠病の治療薬として開発された、スラミンなども自閉症向けに研究されている。

## 援助の方針
アスペルガー症候群は、特定の分野については驚異的なまでの集中力と知識を持ち、「空気を読む」行為が苦手、細かい部分にこだわる、感情表現が困難といった特徴を持つ。新聞のスポーツ欄にある野球選手の打率を毎日覚えてしまうなどの驚異的な記憶力を示すこともあるが、「電話をかけながらメモが取れない」「券売機で切符が買えない」など一般人ができる普通の行為ができない障害を持つこともある。コミュニケーションの特異性（空気を読むことができない、会話が一方通行になりがち、あいまいな指示が理解できない、白黒はっきりつけたがる、一般人の持つ常識が備わっていない）、同時並行に複数の業務をこなすことができない、急な変更にうまく対応できない、細部に注意が集中し全体像把握が苦手等のためである。以上の性質からアスペルガー症候群を持つ成人は、接客やチームワークを必要とする仕事には元来向いていない。アメリカの大部分の調査結果によると、アスペルガー症候群の成人の75-80%はフルタイムの仕事に就いていない。アスペルガー症候群を持つ成人に必要な職場での支援は、スケジュールや手順を明示する、指示代名詞を使わない、複数のことを同時に頼まない、ジョブコーチをつけるなどである。
アスペルガー症候群の人は、現代社会に対し、非常に適応しにくい困難さをかかえている。あちこちで衝突が起こり、引きこもりになっていることも少なくない。自分自身に強いコンプレックスを抱え、二次障害でうつ病を発病したり、自殺志願を持つ人も決して少なくない。そういうアスペルガー症候群の人に援助をする必要が急がれている。発達障害者支援センターなどをはじめ、少しでもアスペルガー症候群の人が社会で暮らしやすいよう、地域活動支援センターやデイケアなどの設備を整える必要が早急に問われている。最も必要なことがこの障害を理解し、受け入れる環境的素地を作り上げることである。
2019年現在、関連書籍が多数発売されたり、主にNHKでアスペルガー症候群についての番組や特集が組まれることが増え、社会認知はある程度は進んだと言える。しかしながら、身体障害やダウン症候群など、目に見える障害ではなく、またアスペルガー症候群の人と実際に話してみても、障害を持っている人間とはわからない場合も多く、外見もごくごく普通であることがほとんどなので、自らカミングアウトしない限り、「変わり者」程度の認識しか持たれないケースが多く、これが障害を抱える本人にとっての苦痛になっている。他人とのコミュニケーション能力の障害ゆえ、対人関係での衝突や確執が多く生まれることがあり、これもまた障害を持つ本人に苦痛を与える大きな要因となっている。相手が理解をしてくれない限り「変な奴」と見られ、いじめの対象になったり、周りから嫌われたり、仕事上の足手まといのような存在に思われることもあり、非常に難しい障害であると言える。また、場合によっては本人が、障害そのものに大変なコンプレックスを抱いていることもある。それゆえに定型発達者と同じように、無理矢理外に出ようとすることもある。
当然ながらこれは、自分自身を肉体的・精神的に追い詰めることでもあるため、場合によっては、それがうつ病などの二次障害を発症する原因になってしまう可能性もある。
大きな問題は、この障害に対する福祉制度がまだ未熟であることにある。2005年に発達障害者支援法が制定され、障害者自立支援法に発達障害も範疇に入ることが2010年代に入って決められた。また、アスペルガー症候群の人も精神障害者保健福祉手帳を持てることにはなっているが（自治体の裁量で持てない場合もある。発行基準は一元化されていない）、働くことや他人との関わりに困難を抱えている人は多い。ただ、行政の側でも発達障害を持つ人を雇った企業へ助成金を支給するなどの取り組みは行なわれている。しかし、働く意欲のあるアスペルガー症候群の人が、対人関係や精神衛生上の問題をクリアした上で就労できる時代にはまだなっていない。
アスペルガー症候群を持つ人に対する支援の成否は人によって異なる。例えば、「この人にはこう支援して人生がうまくいくようになった」というケースがあった場合でも、それが他のアスペルガーの人に当てはまるとは限らない。人によってどういったところにハンデがあるかは千差万別だからである。「障害」だからと一律に皆を福祉で養おうとすると、働く意欲や、労働の中での他者との良好な人間関係や、収入など、実りある人生の可能性を奪ってしまう場合もあり得る。発達障害を抱えながらも、周囲のサポートを得て一般企業で働いている人たちは多い。しかし、働きたいのに働けない人、またつまずくのが怖くて社会に出られない人も多くいる。その人その人に合ったきめ細やかな対応、社会の中での居場所の確保が求められている。
アスペルガ－症候群が苦手とされる職業は、接客業、とっさの対応が大切な業務、様々な作業を担当する事務、コミュニケーションが大事な仕事、などの、人の心を理解し、器用で効率よく場の空気を読んで、想像力を働かせ、臨機応変な対応をする業務が苦手とされる。
ICD-10 の F80 から F89, F90 から F98 に 当たる発達障害が精神障害の一部として制度上併記され、市町村の保健所などで、専門医による診断書を提出の上で、症状や他の発達障害・疾患との合併など総合的な状態を熟慮し精神保健福祉手帳が交付されるケースが近年増加してきたが、保健所で所定の書式による診断書の提出で、障害者サービス受給者証、もしくは自立支援医療受給者証の交付も行われており、これにより一般的な障害者福祉サービス（家事援助、行動援護など）を受けることができる。障害者福祉サービスには就労移行支援の利用も含まれ、就労移行支援訓練所を利用することにより原則2年間まで職業訓練を受けることができる。利用に当たっては、障害者サービス受給者証、自立支援医療受給者証、精神保健福祉手帳のいずれかが必要である。
また、金銭面の管理が極めて難しく、社会生活に支障をきたしている場合、判断能力が十分でない人が地域で自立した生活を送るための日常生活自立支援事業における、各地の社会福祉協議会が行う援助事業サービスに「権利擁護」があり、利用者はそれぞれ、以下の必要な援助を受けるための契約を協議会と結ぶ。福祉サービスの利用援助、苦情解決制度の利用援助、住宅改造、住居の貸借、日常生活上の消費契約や住民票の届出ほか行政手続に関する援助など、日常的なお金の管理（預金の払い戻し・解約・預け入れなど）金銭管理などの権利擁護の制度を使用するケースもある。これらの福祉サービスは、他の発達障害においても診断の上で関係機関に申請し、認定されれば利用できるのは同様である。

## 疫学
アスペルガー症候群は性別との相関関係があり、4倍程度男性に多い。アスペルガー症候群の者は全人口の1%程度とされるが、男性の1.6%、女性の0.4%はアスペルガー症候群と言う計算になる。知的障害を伴わない自閉症である高機能自閉症とアスペルガー症候群には強い遺伝的な要素がある。G.R.テロングとJ.T.ダイアーは高機能自閉症の人がいる家族の3分の2が、一等親血縁者か二等親血縁者にアスペルガー症候群の者がいることを発見した。
Sarah Cassidyらによる、英国の患者を対象とした臨床コホート研究による報告によると、アスペルガー症候群を持つ成人では、一般成人の9倍以上の自殺リスクがあり、社会的孤立や排除、失業等で二次的うつ病の危険因子を生ずることが多く、自殺リスクを低減するための適切なサポートが必要であると言う。

## 社会的状況

### 周囲への影響
アスペルガー症候群を持つ成人が周りに大きな影響を与えることがある。例えばカサンドラ症候群というのは、アスペルガー症候群の夫（パートナー）と情緒的な相互関係が築けないために妻に生じる、身体的・精神的症状である。杉山登志郎はアスペルガーの独身率（特に男性の）が高いことに言及している。レオ・カナー自身が自閉症児の両親の離婚率の高さに言及もしている。

### アスペルガー症候群を「障害」とすることについての議論
主にアメリカの学会などで、アスペルガー症候群そのものは障害ではなく、治療すべき対象ではないという議論がある。また、そもそもアスペルガー症候群を「シンドローム」（症候群）であるとか、「ディスオーダー」（障害）とすべきでないという主張もある。

### スティグマ
2001年5月にソニー・ピクチャーズ エンタテインメント (日本)がビデオスルーで「アスペルガー 死の団欒」と名づけて発売する予定だった外国映画（原題は「Absence of the Good」、1999年のアメリカ映画）が、抗議を受けて発売中止となった。原題にはアスペルガーという単語は使われておらず（直訳しても「良心の不在」程度にしかならない）、登場人物にもアスペルガー症候群らしい人物は存在しないと考えられる。

## 歴史
この診断名は、オーストリアの小児科医、ハンス・アスペルガーにちなんで付けられた。
1944年にハンス・アスペルガーは「小児期の自閉的精神病質」という題で4例の子どもについての論文を発表した。前年の1943年にはアメリカの精神科医レオ・カナーが早期乳幼児自閉症に関する論文を発表し、カナーの論文がその後、長く英語圏で影響を持つようになり、アスペルガーの論文は顧みられることが少なかった。日本ではアスペルガーの論文は比較的早く紹介されたが、イギリスやアメリカの影響が強くなり、忘れられがちとなった。
なお、アスペルガー本人はカナーの論文を後に知り、1961年の論文で「お互いの言う幼児自閉症は同じ症例だが重さの違いがあり、カナーの見た子供達は重症だったため幼少期に発見され、また将来の社会的適応が悪かったが、自分の見た子供達は知的側面で普通またはそれ以上だったため大半が社会的適応が良かったのだ。」といった主旨のことを主張している。
英語圏では1981年に、イギリスの児童精神科医のローナ・ウィングがアスペルガーの業績を再評価したことがきっかけとなり、広く知られるようになった。ウィングは多数例から、自閉症とは診断されていなくても、社会性、コミュニケーション、想像力の3つの面で同時に障害をもつ子どもたちがいることに気づいた。当時は、自閉症の診断は言語による意思疎通が限定されており、対人的関心が非常に乏しい子どもに対してのみ行われ、言葉による意思疎通が可能か、一方的でも対人的関心がある場合は自閉症とは診断されなかった。ウィングは三つ巴の障害を持ちながら自閉症と診断されない子どもたちの一部が、アスペルガーの報告した症例に似ていることからアスペルガー症候群の診断名が適切であると考えた。
1981年以降は、世界的にも注目されるにいたり、国際的な診断基準であるICD-10やアメリカ精神医学会の診断基準（DSM-IV）にもその概念が採用された。
- 1944年 - ハンス・アスペルガーによって「自閉的精神病質」と初めて報告されたが、第二次世界大戦のため、その論文は戦勝国側では注目されていなかった。
- 1981年 - ローナ・ウィングがアスペルガー症候群の発見を紹介[60]。
- 1989年 - 社団法人日本自閉症協会設立
  - 1990年代になり世界中で徐々に知られるようになった。しかし、日本ではドイツ精神医学の影響が強かったことから、ローナ・ウィングの紹介以前に知られていた[61]。
- 1992年 - 世界保健機関 (WHO) の『疾病及び関連保健問題の国際統計分類』 (ICD-10)に診断基準が初めて掲載される。
- 1994年 - アメリカ精神医学会の『精神障害の診断と統計マニュアル』 (DSM-IV)に診断基準が初めて掲載される。
- 2005年 - 発達障害者支援法施行
- 2005年 - 心神喪失等の状態で重大な他害行為を行った者の医療及び観察等に関する法律（医療観察法）施行
- 2006年 - 障害者自立支援法施行
- 2013年4月 - アメリカ精神医学会のDSM-5から、アスペルガー障害の診断名は消えた[9]。
- 2013年4月、障害者自立支援法改正により、障害者の日常生活及び社会生活を総合的に支援するための法律(障害者総合支援法)となる。

## アスペルガー症候群と触法行為との関係
アスペルガー症候群を抱えている人物の犯罪率について、健常者よりも高いと報告する調査報告とほぼ同等であるという調査報告があり、結論の一致をみていない。現在の精神医学界ではアスペルガー症候群や広汎性発達障害など発達障害そのものが触法行為の原因になると考える見解よりも、その人物を巡る周囲環境との相互作用の結果として触法行為に至ったと考える見解が優位になっている。
岩波明によれば、発達障害の定義のあいまいさや無理解を巡る問題も見解が分かれる理由の一つであり、何らかの精神疾患を抱える被疑者がたとえ統合失調症のような症状を示していても精神鑑定で「発達障害」と安易に診断したり、発達障害を抱える被告人が裁判でその場の空気を上手く読めないがために、自分に有利になる弁明やジェスチャーを行えず「反省の情がない」と裁判官に受け止められ有罪判決や実刑判決を受けることが多いという。
アスペルガー症候群と犯罪との関係をマスコミがセンセーショナルに報じていることも、それと犯罪との関係性の見方に影響を及ぼしている。小学生の女児が同級生を殺害した佐世保小6女児同級生殺害事件では加害者がアスペルガー症候群とされマスコミに大々的に報じられた。作家の森達也は「子供が子供を殺したのか。だから？」と述べて、ことのほか騒ぎ立てるマスコミの報道のあり方のほうに疑問を呈した。昭和（終戦から高度成長期）の頃は小学生も含めた未成年者による殺人が年間約300件から400件ほど発生しており、さほど珍しいことではなかったが、平成年間に入ってそれが沈静化した頃にこの事件が発生したので、「加害者が抱えるアスペルガー症候群に起因する異常な事件」と捉える心理バイアス（大衆心理）が強く働いたと岩波明は考えている。

### ASDの犯罪率は健常者より高率とする見解
社会学者の井出草平は、家庭裁判所に送致される少年犯罪の中でアスペルガー症候群が占める割合を調べたデータとDSM-5に掲載されている有病率を基にして、アスペルガー症候群の犯罪親和性を求めた。それによるとアスペルガー症候群の犯罪親和性は5.6倍で、ADHDの1.1倍や知的障害の2.2倍に比べて高いことがわかったとする。また、井出は家庭裁判所の医務室技官だった児童精神科医の崎濱盛三による調査を利用して同様にして、アスペルガー症候群の犯罪親和性を求めた。その結果、アスペルガー症候群の確診での犯罪親和性は12.6倍、疑診も含めると28.6倍となったという。さらに井出によると、スウェーデンの研究ではスウェーデンの犯罪の背景に少なくとも13%ほど広汎性発達障害が関係していると結論付けており、そのデータから犯罪親和性を求めると犯罪親和性は10倍以上あったことがわかったという。
アメリカで行われた研究では、アスペルガー症候群と診断されていた青年たちは、一般比較群の犯罪者に比べて対人犯罪は2倍程度高く、内訳は対人暴力や学校における妨害行為が多かったが、財産犯や謹慎処分を受けた暴力は少なかったという報告がある。児童精神科医の清水康夫らが研究した児童の他害行為において、アスペルガー症候群の児童は、他害行為において「たたく」、「ものを投げる」、「蹴る」、「人を突き飛ばす」などの項目が一般保育園児童と比べて頻度が高かったという。
精神科医の市川宏伸らによると、都立梅ヶ丘病院に通院歴のある自閉スペクトラム症（広汎性発達障害）の者で、計18件の触法行為が認められた13の症例について、18件の触法行為の内11件が医療機関の受診後になされていて、触法行為後に入院することになった5件の触法行為の後に4件で再犯が認められた。精神科医の山崎晃資らによる研究報告書では、アスペルガー症候群（広汎性発達障害者）の触法行為は、アスペルガー症候群（広汎性発達障害）それ自体、あるいは知能の低さから触法行為が生じていると考えられ、薬物療法による改善は期待されにくいとされた。

### ASDの犯罪率は健常者と同等程度とする見解
藤川洋子は、未成年者の犯罪では広汎性発達障害やADHDを抱える児童の触法率がやや上回っているとしている。
加藤進昌は、アスペルガー症候群の人物の触法は、対人コミュニケーションスキルの不足から当人が世の中の仕組みをよく理解できていないことによって軽微な犯罪が引き起こされてしまったケースがほとんどであると述べている。
高橋智は、「発達障害が直接の原因になるわけではないものの、発達障害の無理解・誤解・放置・いじめ等の不適応な対応の結果として、非行・触法行為・犯罪行為につながっている可能性を十分に考慮する必要がある」と指摘している。
守谷賢二（淑徳大学）は、触法に至る「真の危険因子は、発達障害ではなく発達障害を取り巻く社会の障壁であり、二次障害に至らせる配慮なき社会の在り方」としている。
社会活動家で元衆議院議員の山本譲司は、自身が政治資金規正法違反で逮捕され服役していたころの体験をもとに、著書『累犯障害者』で社会福祉制度の不十分さによって精神障害者が刑務所で多数を占め、福祉の代替施設のようになっていることを報告した。山本は自著についてのインタビューで「知的障害者や発達障害のある受刑者のほとんどが、福祉や家族から見放され、挙げ句、何日も食事がとれないほどの困窮状態におちいり、窃盗や無銭飲食などに手を染めることになっている」「重い罪を犯した人の場合は、社会に蔓延する同調圧力に耐えられず、空気が読めないと虐げられ続けてきた辛さが、何らかの刺激によって犯罪に結びついている」「障害があるからといって、罪を犯しやすいというわけでは決してない」と述べた。山本によれば、障害を抱えた受刑者の多くは実社会での差別から逃れるために刑務所に故意に入所したり留まったりすることを望む人物が多く、裁判官も精神疾患を抱えた被告人に対する同情から、三食を提供される刑務所に入った方が本人のためだろうと考えて実刑判決を下すことが多いという。山本は泉房穂らと共に精神疾患を抱えた出所者の福祉のあり方を問う研究委員会を発足させた。明石市長に就任した泉は精神疾患を抱えた出所者を支援する行政部署を設置し、また「明石市更生支援及び再犯防止等に関する条例」を制定した。

### 世間の注目を集めた事件
アスペルガー症候群が初めに大きく取り上げられたのは、2000年（平成12年）の豊川市主婦殺人事件である。昭和大学教授の加藤進昌は「近年は調書漏洩事件を含め、アスペルガーの診断がやや安易に乱発されている。ただし、アスペルガー障害が犯罪に直結するというような理解は誤りであり、いくつかの動機が理解しがたい「突き抜けた」犯罪で、その障害特性との関連が注目されるという意味である。」と指摘している。
以下が、加害者がアスペルガー症候群として報じられ、日本で大きな注目を集めた殺人事件である。
- 2003年7月1日 長崎男児誘拐殺人事件[83]

加害者の補導後、加害者がアスペルガー症候群との診断を受けたことから、西日本新聞は、「加害少年は自閉症」と1面トップで報道した。これに対し、日本自閉症協会は、「自閉症に対する偏見を助長しかねない」「自閉症と事件に因果関係はない」と抗議声明を発表。特に全国にあるアスペルガー症候群の子をもつ保護者の会の反発は強く、各報道機関に「アスペルガーという名称を使用しないでほしい」と要望する出来事まで起きた。一方、アスペルガー症候群への理解を深めるための本が出版されたり、「自分はアスペルガー症候群」と名乗る人が出たりして、社会的な関心が広まったという側面もある。
- 2004年6月1日 佐世保小6女児同級生殺害事件[84]

- 2011年7月25日 平野区市営住宅殺人事件[85]

平野区市営住宅殺人事件において姉を殺害したとして殺人罪で起訴された、アスペルガー症候群を持った男性被告について、2012年7月30日に大阪地裁の判決は、被告にはアスペルガー症候群が見られ、その影響下で起こされた事件であることは認めつつも、母親ら親族が被告との同居を断っており、出所しても社会に受け皿がないとして、「再犯の恐れがあり、許される限り内省を長期にわたり深めさせることが社会秩序のためになる」として、殺人罪の有期刑の上限であり求刑よりも重い懲役20年とした。
この判決に対し「共生社会を創る愛の基金」は、「アスペルガー症候群についての認識に重大な誤りがあり、発達障害者の矯正に結びつかない」、「『危険な障害者は閉じ込めておけ』との思想に基づいた判決で、隔離の論理に基づいている」と批判した。この事件の法廷は裁判員裁判であり、発達障害（者）への差別・無理解・偏見といった「市民感覚」によって裁判の結果が左右され得る点についての疑義が呈された。
なお控訴審では一審判決は破棄され、懲役14年の刑が確定している。

## 著名人・関連作品

### アスペルガー症候群の著名人
自閉スペクトラム症の診断基準の一部を満たす著名人は多く、研究者や偉人に対する「変わり者の天才」というステレオタイプの形成を助けてきた。ただし、アスペルガー症候群のような高機能な自閉症の存在が知られるのはここ数十年、特に一般に認知されてきたのは1980年代以降であるため、その多くは残された記録から見た専門家による推測であり、正式な診断ではない。疑いがあるが、診断されなかった者たちについて残された記録をもって推測することの是非について論争が絶えない。
アスペルガー症候群等の診断を受けていることを公表している著名人（ADHDや学習障害を併発している場合を含む）
- テンプル・グランディン[90]
- リチャード・ボーチャーズ[91]
- バーノン・スミス[92]

 医師 
- 高須克弥[93]
- 西脇俊二[94]

 音楽家 
- スーザン・ボイル[95]
- クレイグ・ニコルズ[96]
- レディホーク[97]
- コートニー・ラブ[98]
- 南雲玲生[99]
- 金田ゆうじ[100]
- 堀川ひとみ[101]

 映画監督、俳優 
- スティーヴン・スピルバーグ[102][103]
- パディ・コンシダイン[104]
- ダリル・ハンナ[105]
- ダン・エイクロイド[105]

 作家 
- 市川拓司[106]
- ニキ リンコ[107]
- ダニエル・タメット[108]
- 泉流星[109]

 プログラマー、ハッカー 
- エイドリアン・ラモ[110]
- ブラム・コーエン[111]

 画家、漫画家 
- スティーヴン・ウィルシャー[112]
- 沖田×華[113]
- さかもと未明[114]

 タレント 
- 倉持由香[115]
- 鹿目凛[116]

活動家
- グレタ・トゥーンベリ[117]

実業家
- イーロン・マスク[118]

### アスペルガー症候群とされることがある歴史上の人物
以下は杉山登志郎（2011）『発達障害のいま』（講談社）p.66より引用。なお、これらの人物が医師から診断を受けていたわけではなく後世からの推測に過ぎない。
- シュリニヴァーサ・ラマヌジャン
- アイザック・ニュートン
- トーマス・ジェファーソン
- チャールズ・ダーウィン
- バードランド・ラッセル
- アルベルト・アインシュタイン
- ルートヴィヒ・ウィトゲンシュタイン
- アラン・チューリング

- ミケランジェロ・ブオナローティ
- ジョナサン・スウィフト
- ウィリアム・バトラー・イェイツ
- ルイス・キャロル
- フィンセント・ファン・ゴッホ
- エリック・サティ
- アンディ・ウォーホル
- グレン・グールド

### アスペルガー症候群の特徴を題材にした作品
アスペルガー症候群の特徴を題材にした作品の表記であって、単に作中にアスペルガー症候群の人物が登場するだけの作品は記載しない。
モーツァルトとクジラ
アスペルガー症候群である主人公と、広汎性発達障害の女性との恋愛を描いた映画。
音符と昆布
味覚障害を患いながらもフードコーディネーターとして働く主人公の前に突然現れた、アスペルガー症候群の姉との姉妹愛を描いた映画。
メアリー & マックス
いじめられっ子の孤独な少女と、アスペルガー症候群である孤独なおじさんの、20年間にわたる文通の物語。
恋する宇宙
天体に関して人並み以上に詳しいアスペルガー症候群の主人公と、童話作家を目指す女性との、切ない恋愛を描いた映画。
マイネーム・イズ・ハーン
アスペルガー症候群の主人公が、信仰する宗教の違う女性と結婚するも、それが原因で子供は差別を受けて命を落としてしまう。絶望し妻に責められた主人公が旅に出る物語。
ものすごくうるさくて、ありえないほど近い
アメリカ同時多発テロ事件で父親を失った少年が、対人関係に問題をもつアスペルガー症候群の疑いを持ちながらも、知らない人との交流を重ねていく上で立ち直っていく物語。
シンプル・シモン
物理とSFが大好きで、気に入らないことがあるとすぐドラム缶にこもってしまうアスペルガー症候群の主人公が、唯一の理解者である兄の恋愛をぶち壊してしまい、新たな兄の彼女を作るまでの話。